# Reinhard M. G. Nickisch
Reinhard Martin Georg Nickisch (* 2. Juli 1933 in Hünern, Landkreis Ohlau, Provinz Niederschlesien; † 17. Oktober 2021 in Göttingen) war ein deutscher Germanist. Bis 1998 war er Dozent für Neuere deutsche Literatur an der Universität Göttingen.

## Leben
Nickisch wurde als ältestes von sieben Kindern eines Dorfbäckers geboren. Ab Sommer 1943 besuchte er die Oberschule in Brieg. Im Juni 1946 wurde die Familie wie fast alle Deutschen aus dem Heimatort vertrieben. Die Ereignisse der Flucht und Vertreibung schilderte Nickisch später in seinem Erinnerungsbuch Helle Jahre – wachsende Schatten, die Folgejahre bis zum Abitur im westfälischen Neheim im März 1955 in dem Nachfolgeband Wie ich mich in der Fremde in die Freiheit einlebte.
Nach dem Studium der Germanistik und Geschichte an den Universitäten Münster und München legte er 1965 das Assessorexamen ab und war zunächst als Gymnasiallehrer in Münster tätig. Ab 1968 war er Dozent an der Universität Göttingen, wo er 1969 zum Dr. phil. promoviert wurde und bis zum Ende seines beruflichen Wirkens tätig blieb, zuletzt als Akademischer Direktor. Sein Lehr- und Forschungsbereich war die Neuere deutsche Literatur.
Für ein halbes Jahr (1987–1988) hatte er eine Gastprofessur (visiting professor) an der Universität von Illinois, USA. Im März/April 1990 war er Resident der Rockefeller Foundation im Study and Conference Center in Bellagio. Im Sommersemester 1997, nach dem vorzeitigen Eintritt in den Ruhestand im Oktober 1996, hatte er eine Gast-Professur (professeur invité) an der Universität Genf, im Wintersemester 1998 einen Lehrauftrag an der Universität Göttingen.
Nickisch war verheiratet und hatte zwei Töchter. Er starb nach langer Krankheit in Göttingen.

## Werke (Auswahl)
- Die Stilprinzipien in den deutschen Briefstellern des 17. und 18. Jahrhunderts. Mit einer Bibliographie zur Briefschreiblehre (1474–1800). Göttingen 1969.
- Gutes Deutsch? Kritische Studien zu den maßgeblichen Stillehren der deutschen Gegenwartssprache. Göttingen 1975.
- Armin T. Wegner. Ein Dichter gegen die Macht. Grundlinien einer Biographie des Expressionisten und Weltreporters Armin T. Wegner (1886-1978). Wuppertal 1982.
- Brief. Stuttgart 1991.
- Helle Jahre – wachsende Schatten. Aus einer Kindheit in Schlesien. Göttingen 1996.
- Wie ich mich in der Fremde in die Freiheit einlebte. Erinnerungen eines zugewanderten Deutschen aus der Mitte des 20. Jahrhunderts. Göttingen 2004.
- Ungesühnt. Aufsätze – Essays – Gedankensplitter. Göttingen 2006.
- Wer schweigt, wird schuldig. Offene Briefe von Martin Luther bis Ulrike Meinhof. Göttingen 2007, mit Rolf-Bernhard Essig.
- Schritte auf dem Weg zur Selbstbefreiung. Große deutsche Briefschreiberinnen des 18. und frühen 19. Jahrhunderts. Göttingen 2011.